# Phaeopholiota crinipellis
Phaeopholiota là một chi nấm trong họ Agaricaceae. Đây là chi đơn loài, chứa một loài Phaeopholiota crinipellis.